# آکادمی نظامی وست‌پوینت (فیلم)
«آکادمی نظامی وست‌پوینت» (انگلیسی: West Point (film)) فیلمی در ژانر رمانتیک به کارگردانی ادوارد سجویک است که در سال ۱۹۲۷ منتشر شد. از بازیگران آن می‌توان به ویلیام هاینس و جوآن کراوفورد اشاره کرد.